# Kerékpározás a 2010. évi nyári ifjúsági olimpiai játékokon
A 2010. évi nyári ifjúsági olimpiai játékokon augusztus 17. és 22. között került megrendezésre a kerékpárverseny.
A 96 fiú és 32 lány versenyző 32 csapatot alkotott, 3–3 fiú és 1–1 lány taggal. A fiúk közül 1–1 vett részt az időfutam, a hegyi kerékpározás és a BMX viadalain, valamint mindegyikük rajthoz állt az országúti mezőnyversenyben. A lány versenyzők a mezőnyverseny kivételével mindegyik versenyszámban megmérettették magukat. Minden versenyszám végén pontszámot kapntak a versenyzők, melyek összesítése alapján állapították meg a végső sorrendet.

## Verseny lebonyolítása
| Dátum         | Nap       | Kezdés | Esemény                     |
| ------------- | --------- | ------ | --------------------------- |
| augusztus 17. | kedd      | 09:00  | Lány hegyi kerékpározás     |
| augusztus 17. | kedd      | 17:00  | Fiú hegyi kerékpározás      |
| augusztus 18. | szerda    | 10:00  | Fiú időfutam                |
| augusztus 19. | csütörtök | 16:10  | Lány BMX                    |
| augusztus 19. | csütörtök | 16:17  | Fiú BMX                     |
| augusztus 22. | vasárnap  | 09:00  | Lány időfutam               |
| augusztus 22. | vasárnap  | 11:30  | Fiú országúti mezőnyverseny |

## Éremtáblázat
| A 2010. évi nyári ifjúsági olimpiai játékok éremtáblázata kerékpározásban | A 2010. évi nyári ifjúsági olimpiai játékok éremtáblázata kerékpározásban | A 2010. évi nyári ifjúsági olimpiai játékok éremtáblázata kerékpározásban | A 2010. évi nyári ifjúsági olimpiai játékok éremtáblázata kerékpározásban | A 2010. évi nyári ifjúsági olimpiai játékok éremtáblázata kerékpározásban | Olimpia  |
| ------------------------------------------------------------------------- | ------------------------------------------------------------------------- | ------------------------------------------------------------------------- | ------------------------------------------------------------------------- | ------------------------------------------------------------------------- | -------- |
|                                                                           | Ország                                                                    | Arany                                                                     | Ezüst                                                                     | Bronz                                                                     | Összesen |
| 1.                                                                        | Kolumbia (COL)                                                            | 1                                                                         | 0                                                                         | 0                                                                         | 1        |
|                                                                           |                                                                           |                                                                           |                                                                           |                                                                           |          |
| 2.                                                                        | Olaszország (ITA)                                                         | 0                                                                         | 1                                                                         | 0                                                                         | 1        |
|                                                                           |                                                                           |                                                                           |                                                                           |                                                                           |          |
| 3.                                                                        | Hollandia (NED)                                                           | 0                                                                         | 0                                                                         | 1                                                                         | 1        |
|                                                                           |                                                                           |                                                                           |                                                                           |                                                                           |          |
| Összesen                                                                  | Összesen                                                                  | 1                                                                         | 1                                                                         | 1                                                                         | 3        |

## Érmesek
| A 2010. évi nyári ifjúsági olimpiai játékok érmesei kerékpározásban | A 2010. évi nyári ifjúsági olimpiai játékok érmesei kerékpározásban | A 2010. évi nyári ifjúsági olimpiai játékok érmesei kerékpározásban         | A 2010. évi nyári ifjúsági olimpiai játékok érmesei kerékpározásban |
| ------------------------------------------------------------------- | ------------------------------------------------------------------- | --------------------------------------------------------------------------- | ------------------------------------------------------------------- |
| Arany                                                               | Ezüst                                                               | Bronz                                                                       |                                                                     |
| Kolumbia (COL)                                                      | Olaszország (ITA)                                                   | Hollandia (NED)                                                             |                                                                     |
| Jessica Lergada Jhonnatan Botero Brayan Ramirez David Oquendo       | Alessia Bulleri Andrea Righettini Nicolas Marini Mattia Furlan      | Maartje Hereijgers Thijs Zuurbier Friso Roscam Abbing Ijpeij Twan van Gendt |                                                                     |

## Eredmények
| Helyezés | Nemzet | Hegyi kerékpározás | Hegyi kerékpározás | Időfutam | Időfutam | BMX      | BMX      | Mezőnyverseny | Pontszám |
| Helyezés | Nemzet | Fiú                | Lány               | Fiú      | Lány     | Fiú      | Lány     | Mezőnyverseny | Pontszám |
| -------- | --- | ------------------ | ------------------ | -------- | -------- | -------- | -------- | ------------- | -------- |
| 1.       | Kolumbia (COL) · Jessica Lergada · Jhonnatan Botero · Brayan Ramirez · David Oquendo                                             | 1 (1.)             | 40 (18.)           | 12 (5.)  | 40 (17.) | 1 (1.)   | 40 (21.) | 20 (6.)       | 154      |
| 2.       | Olaszország (ITA) · Alessia Bulleri · Andrea Righettini · Nicolas Marini · Mattia Furlan                                         | 10 (2.)            | 12 (4.)            | 16 (7.)  | 21 (7.)  | 61 (12.) | 39 (16.) | 12 (3.)       | 171      |
| 3.       | Hollandia (NED) · Maartje Hereijgers · Thijs Zuurbier · Friso Roscam Abbing Ijpeij · Twan van Gendt                              | 40 (7.)            | 39 (16.)           | 24 (11.) | 30 (10.) | 10 (2.)  | 8 (3.)   | 40 (8.)       | 191      |
| 4.       | Belgium (BEL) · Tori van de Perre · Laurens Sweeck · Boris Vallee · Mattias Somers                                               | 17 (3.)            | 40 (19.)           | 14 (6.)  | 40 (28.) | 72 (17.) | 18 (6.)  | -4 (1.)       | 197      |
| 5.       | Svájc (SUI) · Linda Indergand · Michael Stuenzi · Marc Schaerli · Romain Tanniger                                                | 61 (12.)           | 5 (2.)             | 30 (19.) | 1 (1.)   | 45 (8.)  | 24 (8.)  | 40 (7.)       | 206      |
| 6.       | Mexikó (MEX) · Ingrid Drexel · Carlos Moran · Ulises Castillo · Christopher Mireles                                              | 30 (5.)            | 21 (7.)            | 30 (18.) | 8 (3.)   | 72 (18.) | 40 (20.) | 20 (4.)       | 221      |
| 7.       | Dánia (DEN) · Mette Jepsen · Magnus Nielsen · Michael Andersen · Niklas Laustsen Laustsen                                        | 45 (8.)            | 40 (27.)           | 7 (3.)   | 40 (26.) | 17 (3.)  | 15 (5.)  | 67 (29.)      | 231      |
| 8.       | Csehország (CZE) · Karolina Kalasova · Daniel Vesely · Matej Lasak · Jakub Hladik                                                | 50 (9.)            | 1 (1.)             | 30 (17.) | 5 (2.)   | 50 (9.)  | 40 (26.) | 67 (22.)      | 243      |
| 9.       | Portugália (POR) · Magda Soraia Fernandes Martins · Joao Tiago Cancela Leal · Rafael Ferreira Reis · Rodrigo Jose Jeronimo Gomes | 72 (22.)           | 30 (10.)           | 1 (1.)   | 40 (21.) | 72 (25.) | 40 (19.) | 5 (2.)        | 260      |
| 10.      | Chile (CHI) · Laura Munizaga Holloway · Nicolas Prudencio Flano · Edison Bravo Mansilla · Ignacio Cruz Ormeno                    | 58 (11.)           | 15 (5.)            | 27 (14.) | 15 (5.)  | 64 (13.) | 27 (9.)  | 56 (12.)      | 262      |
| 11.      | Ausztrália (AUS) · Kirsten Dellar · Michael Baker · Jay McCarthy · Matthew Dunsworth                                             | 72 (27.)           | 40 (28.)           | 4 (2.)   | 38 (15.) | 54 (10.) | 5 (2.)   | 67 (17.)      | 280      |
| 12.      | Lengyelország (POL) · Monika Zur · Bartlomiej Wawak · Marek Kulas · Michal Czerkies                                              | 25 (4.)            | 18 (6.)            | 22 (10.) | 40 (32.) | 72 (28.) | 40 (31.) | 67 (19.)      | 284      |
| 13.      | Brazília (BRA) · Mayara Perez · William Alexi · Guilherme Pineyrua · Leandro Miranda                                             | 70 (16.)           | 40 (29.)           | 30 (24.) | 40 (27.) | 40 (7.)  | 1 (1.)   | 72 (24.)      | 293      |
| 14.      | Dél-afrikai Köztársaság (RSA) · Teagan O'Keeffe · Luke Roberts · Jayde Julius · Lunga Mkhize                                     | 72 (17.)           | 40 (23.)           | 30 (21.) | 40 (19.) | 72 (19.) | 12 (4.)  | 30 (5.)       | 296      |
| 15.      | Szlovénia (SLO) · Nika Kozar · Urban Ferencak · Doron Hekic · Rok Korosec                                                        | 35 (6.)            | 40 (25.)           | 30 (22.) | 39 (16.) | 72 (23.) | 40 (28.) | 45 (9.)       | 301      |
| 16.      | Japán (JPN) · Manami Iwade · Idomu Yamamoto · Koji Nagase · Yoshitaku Nagasako                                                   | 72 (19.)           | 32 (11.)           | 28 (15.) | 40 (20.) | 30 (5.)  | 30 (10.) | 72 (18.)      | 304      |
| 17.      | Kazahsztán (KAZ) · Rimma Luchshenko · Vadim Galeyev · Alexey Lutsenko · Nurlan Duisenov                                          | 68 (15.)           | 38 (15.)           | 10 (4.)  | 24 (8.)  | 72 (22.) | 40 (24.) | 53 (11.)      | 305      |
| 18.      | Lettország (LAT) · Lija Laizane · Andris Vosekalns · Aleksandrs Kurbatskis · Kristers Taims                                      | 72 (21.)           | 34 (12.)           | 30 (29.) | 27 (9.)  | 35 (6.)  | 40 (25.) | 67 (27.)      | 305      |
| 19.      | Kanada (CAN) · Kristina Laforge · Steven Noble · Ryan Macdonald · Steven Creighton                                               | 64 (13.)           | 8 (3.)             | 20 (9.)  | 40 (18.) | 66 (14.) | 37 (14.) | 72 (20.)      | 307      |
| 20.      | Új-Zéland (NZL) · Sarah Kate McDonald · Sam Shaw · Denay Cottam · Trent Woodcock                                                 | 72 (23.)           | 37 (14.)           | 25 (12.) | 12 (4.)  | 58 (11.) | 34 (12.) | 72 (16.)      | 310      |
| 21.      | Argentína (ARG) · Verena Brunner · Kevin Ingratta · Facundo Lezica · Lucas Bustos                                                | 72 (18.)           | 50 (DNF)           | 26 (13.) | 37 (14.) | 25 (4.)  | 40 (18.) | 72 (28.)      | 322      |
| 22.      | Spanyolország (ESP) · Bianca Martin · Antonio Santos · Alvaro Trueba · Ruben Crespo                                              | 54 (10.)           | 40 (21.)           | 29 (16.) | 36 (13.) | 70 (16.) | 40 (27.) | 54 (10.)      | 323      |
| 23.      | Ciprus (CYP) · Antri Christoforou · Leontios Katsouris · Eirinaios Koutsiou · Mamas Kyriacou                                     | 72 (32.)           | 27 (9.)            | 30 (27.) | 18 (6.)  | 72 (29.) | 40 (30.) | 72 (25.)      | 331      |
| 24.      | Indonézia (INA) · Elga Kharisma Novanda · Destian Satria · Ongky Setiawan · Suherman Heryadi                                     | 72 (28.)           | 36 (13.)           | 30 (23.) | 32 (11.) | 72 (30.) | 21 (7.)  | 72 (21.)      | 335      |
| 25.      | Thaiföld (THA) · Siriluck Warapiang · Satjakul Sianglam · Sarawut Sirironnachai · Jukrapech Wichana                              | 72 (20.)           | 24 (8.)            | 30 (20.) | 40 (22.) | 72 (21.) | 36 (13.) | 63 (14.)      | 337      |
| 26.      | Fehéroroszország (BLR) · Volha Masiukovich · Mikita Zharoven · Kanstantsin Khviyuzau · Pavel Rahel                               | 72 (26.)           | 40 (20.)           | 18 (8.)  | 34 (12.) | 72 (31.) | 40 (22.) | 65 (15.)      | 341      |
| 27.      | Szerbia (SRB) · Jovana Crnogorac · Lazar Jovanovic · Filip Pavlovic · Aleksa Velickovic                                          | 72 (25.)           | 40 (26.)           | 30 (30.) | 40 (29.) | 72 (26.) | 40 (23.) | 61 (13.)      | 355      |
| 28.      | Bolívia (BOL) · Jimena Montecinos · Carlos Montellano · Samuel Melgar · Sebastian Vargas                                         | 72 (31.)           | 40 (30.)           | 30 (32.) | 40 (31.) | 68 (15.) | 40 (29.) | 67 (31.)      | 357      |
| 29.      | Szingapúr (SIN) · Nur Nasthasia Abdul Nazzeer · Jun Jie Daniel Koh · Travis Joshua Woodford · Alvin Hui Zhi Phoon                | 72 (30.)           | 40 (22.)           | 30 (25.) | 40 (25.) | 72 (27.) | 32 (11.) | 72 (32.)      | 358      |
| 30.      | Magyarország (HUN) · Kéri Zsófia · Fenyvesi Péter · Stubán Ferenc · Szoboszlai Patrik                                            | 66 (14.)           | 40 (17.)           | 30 (28.) | 40 (24.) | 72 (20.) | 38 (15.) | 72 (23.)      | 358      |
| 31.      | Zimbabwe (ZIM) · Shaylene Brown · Nyasha Lungu · Tyron Mackie · Jonathan Lawrence Thackray                                       | 72 (24.)           | 40 (24.)           | 30 (31.) | 40 (30.) | 72 (24.) | 40 (17.) | 72 (26.)      | 366      |
| 32.      | Eritrea (ERI) · Senait Araya Debesay · Samuel Akelom Gebremedhin · Haben Ghebretinsae Negasi · Yonas Kidane Merese               | 72 (29.)           | 55 (DNS)           | 30 (26.) | 40 (23.) | 87 (DNS) | 55 (DNS) | 67 (30.)      | 406      |

DNS - nem állt rajthoz

DNF - nem ért célba

A mezőnyversenyben minden nemzet, amely két versenyzője az első 16 között végzett -10, amely mindhárom versenyzője célba ért -5 pontot kapott.